# ブルックフィールド・プレイス (ニューヨーク)
ブルックフィールド・プレイス (英語: Brookfield Place) は、アメリカ合衆国・ニューヨークのロウアー・マンハッタンにある、4棟の超高層オフィスビルといくつかのビルから成る施設である。2014年まではワールドフィナンシャルセンターと呼ばれ、日本語での表記は、ニューヨーク世界金融センター。WFCと略されることもあった。
カナダのトロントに本拠を置く大手不動産業者ブルックフィールド・アセット・マネージメントの子会社、ブルックフィールド・オフィス・プロパティーズがWFCを取得しており、さらに2013年には北に隣接するニューヨーク・マーカンタイル取引所ビルも買収し、WFCに組み入れた。2014年に、現在の名前になった。

## 概要
これらのビルの建つバッテリー・パーク・シティ地区は埋立地で、東隣のワールド・トレード・センター（WTC）建設の際に出た土砂や瓦礫で造成された場所である。ワールドフィナンシャルセンター・コンプレックスはカナダのトロントにあった世界的な不動産会社オリンピア・アンド・ヨーク（1993年破綻）が開発に着手し、1985年から1988年にかけ、数多くのオフィスビルを手がけているシーザー・ペリの設計で建設され、近くにあるウォール街の金融機能の一端を担うビルとして多くの金融機関本社が入居した。2001年9月11日に発生したアメリカ同時多発テロ事件で、ツインタワーが崩れ落ちた時の爆風と落下物によってワールドフィナンシャルセンターも大きく損傷したが、2002年5月には元通りに補修が完了し通常業務が再開された。

## 施設
施設内には「ウィンター・ガーデン」と呼ばれるガラス張りの大きなドームが中央部にあり、スターバックス・コーヒーやGAPなど各種店舗が集まっているほか、椰子の木々が並ぶ憩いの場になっている。ビル内には、メリルリンチ、アメリカン・エキスプレス、ダウ・ジョーンズ、ウォール・ストリート・ジャーナルなどの大手企業のオフィスがある。2008年に経営破綻したリーマン・ブラザーズも2001年まで入居していた。
以下は、現在のワールドフィナンシャルセンター内の企業の入居状況など。
- ワンワールドフィナンシャルセンター(200リバティー・ストリート、1986年完成、高さ176 m、40階建て)
  - デロイト トウシュ トーマツ
  - ダウ・ジョーンズ
  - フィデリティ・インベストメンツ
- ツーワールドフィナンシャルセンター(225リバティー・ストリート、1987年完成、高さ197 m、44階建て)
  - コメルツ銀行
  - デロイト トウシュ トーマツ
  - メリルリンチ
  - 野村ホールディングス
- スリーワールドフィナンシャルセンター(200ヴィージー・ストリート、1986年完成、高さ225 m、51階建て)
  - アメリカン・エキスプレス
  - ベリングポイント
  - アメリカ証券取引委員会
- フォーワールドフィナンシャルセンター(250ヴィージー・ストリート、1986年完成、高さ152 m、34階建て)
  - メリルリンチ(100%)
- ウィンターガーデン（1988年完成、2WFCと3WFCの間にあるガラスドーム・商業施設）
- ニューヨーク・マーカンタイル取引所(1997年完成、16階建て)